# Narodni park jezera Manyara
Narodni park Jezero Manyara je zavarovano območje v tanzanijskih regijah Aruša in Manyara, med jezerom Manyara in delom Velikega tektonska jarka, podaljšku Velike riftne doline. Upravlja ga Uprava za nacionalne parke Tanzanije in pokriva površino 325 km², vključno s približno 230 km² jezerske površine. Na jezeru je bilo opaženih več kot 350 vrst ptic.

## Zgodovina
Od 1920-ih so območje jezera Manyara uporabljali za športni lov. Leta 1957 je bil ustanovljen lovski rezervat. Leta 1960 je dobil status narodnega parka, leta 1974 pa je bilo južnemu koncu dodanih približno 550 ha. Večina kopenskega območja parka je ozek pas, ki poteka med robom Gregoryjevega rifta na zahodu in jezerom Manyara, alkalnim jezerom, na vzhodu. Narodni park vključuje samo severozahodni kvadrant jezera, približno 200 km². Je del veliko večjega biosfernega rezervata Jezero Manyara, ki ga je leta 1981 ustanovil UNESCO kot del svojega programa Človek in biosfera.

## Podnebje
Obstajata dve deževni sezoni - "kratko deževje" od novembra do decembra in "dolgo deževje" od marca do maja. Najbolj moker mesec (z največ padavinami) je april (161 mm in ima tudi največje število deževnih dni (19 dni). Najbolj suhi meseci (z najmanj padavinami) so julij, avgust in september (1 mm). Septembra ima tudi najmanjše povprečno število deževnih dni (2 dni). Najtoplejši meseci (z najvišjo povprečno visoko temperaturo) so januar, februar in marec s povprečno 30 °C, z najnižjo povprečno visoko temperaturo sta junij in julij, v povprečju 25 °C. Sosednje visokogorje je po navadi hladnejše z več padavinami.

## Lega
Narodni park jezero Manyara le 126 km jugozahodno od Aruše  in je dosegljiv z avtomobilom v uri in pol. Do parka je mogoče priti tudi iz Babatija, glavnega mesta regije Manyara. V bližini je tudi letališče Lake Manyara. Na jugu, na robu nad parkom, je 35.399 ha velik gozdni rezervat Marang. Na vzhodu je koridor za migracijo divjih živali Kwa Kuchinja, ki omogoča selitev divjih živali med bližnjim narodnim parkom Tarangire na jugovzhodu, jezerom Manyara na zahodu in bazenom Engaruka na severu. Znotraj koridorja Kwa Kuchinja je več vasi. Dalje od jezera in zunaj vaškega zemljišča je ranč Manyara na 45.000 ha, nekdanji živinorejski ranč, ki ga od leta 2001 upravlja Tanzanijski sklad za ohranjanje zemljišč in pomemben del koridorja, ki omogoča gibanje divjih živali med Tarangirejem in Narodnim parkom jezera Manyara.
Narodni park je del biosfernega rezervata Jezero Manyara. Jezero Manyara, vključno z območji znotraj in zunaj narodnega parka, skupaj z gozdnim rezervatom Marang na sosednjih gorskih območjih so vključeni v območje pomembnih ptic jezera Manyara.

## Topografija
Jezero Manyara je plitvo alkalno jezero na nadmorski višini 960 m, nastalo v depresiji v sistemu riftne doline. Ko je jezero polno, je največ 3,0 m globoko in pokriva dve tretjini parka. Jezero nima iztoka, ampak ga napajajo podzemni izviri in več stalnih potokov, ki odmakajo okoliška višavja Ngorongoro. Globina jezera in območje, ki ga pokriva, močno niha. V ekstremnih sušnih obdobjih se površina jezera zmanjša, ko voda izhlapi, včasih pa se jezero popolnoma izsuši. Leta 2010 je batimetrična raziskava pokazala, da ima jezero povprečno globino 0,81 m in največjo globino približno 1,18 m. V vlažni sezoni jezero meri 40 km x 15 km z največjo globino 3,7 m.
Ob jezeru so obsežna močvirja, soline (ki se v sušnem obdobju širijo, ko se površina jezera krči) in travnato poplavno območje. Na območju ob parkovnih vratih je visok gozd, ki ga vzdržuje podzemna voda, v katerem prevladujejo zimzelene fige in mahagonij. Na zahodni strani parka se skalni rob riftne doline strmo dviga na 1219–1829 m. Po pobočjih so raztresena velika afriška drevesa baobaba (Adansonia digitata). Ozka cona gostega akacijevega gozda raste na dnu doline, na spranih materialih.
Druge značilnosti so bazen povodnega konja na severnem koncu jezera in dva vroča vrelca, eden blizu središča parka in drug blizu južnega roba. Na zahodni obali jezera Manyara je izvir tople vode, ki se imenuje Maji Moto. To geotermalno značilnost 60 °C tvori podzemna voda, ki prehaja skozi vroče vulkanske magme v Velikem tektonskem jarku.

## Živalstvo in rastlinstvo

### Rastlinstvo
Rastlinstvo narodnega parka jezero Manyara je raznoliko, z več kot 670 dokumentiranimi vrstami cvetočih rastlin in praproti. Večina je zelo razširjenih vrst; redkih ali endemičnih vrst je malo.
Park ima raznolike habitate. Reke, ki tečejo z roba riftne doline in trajni izviri pod steno doline, podpirajo visoke, zimzelene gozdove podzemne vode, v katerih prevladuje jesenovka Trichilia roka s širokolistnim krotonom (Croton macrostachyus), smokovec (Ficus sycomorus), kininskim drevesom (Rauvolfia caffratre) in Tabernaemontana ventricosa. Drevesa so najgostejša v soteskah, ob robovih potokov in na območjih, kjer izvirajo izviri. Ob robu gozda podzemne vode rastejo gosti sestoji rumene Acacia xanthophloea in palme Phoenix reclinata.
Podtalnica podpira tudi gozdove na zahodni obali jezera, v katerih prevladujeta vrsta Acacia in Commiphora. Drevesa so neenakomerno razporejena; najgostejša na območjih pronicanja in ob odtočnih kanalih. Prevladujoče drevo, Acacia tortilis, zraste do približno 10 m visoko z ravno krošnjo. Obstaja neenakomerna in raznolika plast grmičevja podlega.
Obsežna močvirja so nastala tam, kjer se reka Simba in njeni pritoki izlivajo v severni konec jezera Manyara, manjša močvirja pa so nastala drugje, povezana z manjšimi rekami, ki odtekajo iz roba riftne doline. Dokumentirane so bile številne vodne vrste, vključno z dvema vrstama lokvanja (Nymphaea caerulea in N.lotus) in obsežnimi preprogami vodne solate (Pistia stratiotes). V severnih močvirjih tvori čisti sestoj rogoza (Typha sp.), ob robovih močvirja pa najdemo različne vrste ostrice (Cyperus). Cyperus immensus tvori goste kepe na območjih, ki jih poplavlja sladka voda. Cyperus laevigatus je opazen ob obali jezera na območjih z visoko alkalno vodno gladino, na območjih plitvih lagun, zaprtih za peščenimi grebeni in obrobnimi rečnimi deltami.
Na traviščih prevladuje prstasti pesjak (Cynodon dactylon) na suhih legah ali Sporobolus spicatus, pogosto v povezavi s Sporobolus consimilis na ravninah alkalnih jezer. Sporobolus spicatus prevladuje na izpostavljenem jezerskem dnu in je lahko zelo obsežen med nizkimi gladinami v jezeru in se omeji na ozko območje nad mejo visoke vode, ko je gladina jezera visoka. Izven parka, ob vzhodni obali jezera, so obsežna območja travnikov Psilolemma jaegeri. Za vegetacijo na pobočju sta značilna ruellia megachlamys in afriški baobab (Adansonia digitata).

### Ptice
Narodni park jezero Manyara je znan po jatah tisočih plamencev, ki se v mokri sezoni hranijo ob robu jezera. Leta 1991 je bilo ocenjenih 1.900.000 negnezdečih osebkov malega plamenca (Phoeniconaias minor) in 40.000 velikih plamencev (Phoenicopterus roseus). Rožnati pelikan (Pelecanus onocrotalus) je tudi lahko prisoten v velikem številu (približno 200.000 osebkov leta 1991) in vsega je bilo ocenjenih od 1.000.000 do 2.499.999 posameznih vodnih ptic, vendar je bilo leta 1994 naštetih le 78.320 ptic. Gozd podzemne vode severno od jezera in večinoma znotraj narodnega parka je dobro znano gnezdišče na tisoče rožnatih pelikanov (Pelecanus rufescens) in afriškega nesita (Mycteria ibis) skupaj z manjšim številom afriških marabujev (Leptoptilos crumeniferus) in sive čaplje (Ardea cinerea). Dokumentiranih je več kot 40 vrst ujed, vključno s jastrebom Gypohierax angolensis in Ayresovim sokolom (Hieraaetus ayresii). Skupno je bilo v nacionalnem parku zabeleženih več kot 390 vrst ptic, čeprav so v sušnem obdobju plamenci in druge vodne ptice običajno le v majhnem številu.

### Sesalci
Populacije velikih selivskih sesalcev, ki so skoncentrirane predvsem v narodnem parku Tarangire, a se premikajo tudi skozi narodni park jezera Manyara, vključujejo gnuje, zebro, Thomsonovo gazelo in Grantovo gazelo. Velike črede gnujev in druge divjadi iz ravnic z območja, nadzorovanega divjadi Mto wa Mbu, za kratek čas vstopijo v park s severa. Gnuji se pasejo izključno na alkalnih traviščih okoli jezera, število pa je največje v sušnem obdobju, v mokri sezoni število upade. Rastlinojedci v narodnem parku so zebre, močvirska antilopa, Grantova gazela, impale, Thomsonova gazela, kafrski bivol, žirafe, povodni konj, pavijan, svinja bradavičarka in slon.
Študije v 1980-ih so pokazale, da je to eno od območij z najvišjo biomaso prostoživečih živali v Afriki, vendar se je število slonov med letoma 1985 in 1991 zaradi nezakonitega lova zmanjšalo za 75 %, leta 1996 pa se je število povečalo na približno 200. Jezero Manyara je bilo nekoč znano tudi po visoki populaciji črnih nosorogov (Diceros bicornis minor), vendar do leta 1996 ni bilo nobenega. Podobno so bile leta 1984 prisotne antilope Redunca arundinum, vendar v popisu iz leta 1996 niso našli nobenih osebkov. Med plenilci narodnega parka jezero Manyara so lev, afriški leopard, afriška divja mačka, lisasta hijena, podsedliški šakal, uhata lisica, serval, medarski jazbec, afriška cibetovka, ženet (Genetta) in več vrst mungov, med njimi progasta mangusta. Občasno opazimo geparda in afriško zlato mačko.

### Ribe
Jezero Manyara je tipsko območje za ogrožene ribe Oreochromis amphimelas, vrsto iz družine ciklidov. Je endemična za Tanzanijo, živi pa tudi v nekaj bolj slanih jezerih z zaprtimi kotanjami. Izkoriščanje je prepovedano v delih jezera Manyara znotraj narodnega parka, zaščitena parkovna območja pa zagotavljajo pomembno semensko zalogo za obnavljanje ribolovnih populacij.

### Metulji
V parku je bilo zabeleženih več kot 180 vrst metuljev.